# Hadennia ochreistigma
Hadennia ochreistigma là một loài bướm đêm trong họ Noctuidae.